# Égica
Égica o Egica (c. 640 – 702/703) fue rey de los visigodos (desde el año 687 – 702) Según la Crónica de Alfonso III, era sobrino del rey Wamba. Égica estuvo casado con Cixilo, hija de su antecesor, Ervigio.

## Sucesión de Ervigio
El rey Ervigio, con el fin de evitar represalias para con su familia, casó, en algún momento de su reinado, a su hija Cixilo con Égica, un magnate pariente de Wamba y que encabezaba un clan nobiliario hostil. En 687 Ervigio, sintiéndose mortalmente enfermo, proclamó a Égica como su sucesor el 14 de noviembre y el 15 recibió la penitencia, y desligó de su obediencia a los magnates para que fueran a acompañar al nuevo rey a Toledo. El 24 de noviembre fue ungido en la iglesia de los Santos Apóstoles Pedro y Pablo en Toledo.
El nuevo rey trató de debilitar la posición de su familia política para impedir que se presentaran como sus rivales. Pero además quería atraerse al sector de la nobleza que había sido combatido por Ervigio y para ello debía devolverles las propiedades que les había confiscado Ervigio y repartido a sus hijos. El 11 de mayo de 688 el rey inauguró el XV Concilio de Toledo para liberarse del juramento que había hecho a Ervigio de proteger a la familia real. El rey presentó a los obispos la disyuntiva entre el juramento prestado a Ervigio de proteger a la familia de Ervigio y el juramento que había tenido que hacer a Ervigio antes de ser rey relativo a prestar justicia al pueblo. Égica planteaba que ambos juramentos eran incompatibles, y esto suponía que Ervigio había condenado injustamente a personas y les había arrebatado bienes para otorgárselos a su propia familia, pero revertir tales injusticias suponía perjudicar a la familia de Ervigio, por ello planteaba ser liberado de alguno. Además les planteó revocar las medidas acordadas en el XIII Concilio de Toledo acerca de la protección de la familia de Ervigio.
En el XV Concilio Égica no tuvo el éxito esperado para perjudicar a la familia de su mujer, pues aunque los obispos juzgaron que el interés público estaba por encima del de una familia, esto no implicaba que la familia del rey precedente debía quedar desprotegida. Respecto de la revocación de la protección de la familia de Ervigio aprobada en el XIII Concilio, los obispos indicaron que tal protección no podía impedir que se hiciera justicia si hubiera culpabilidad en delitos. En relación con esto, la versión Rotense de la Crónica de Alfonso III indica que Égica, a instancias del antiguo rey Wamba, pariente suyo, repudió a su esposa Cixilo, sin embargo, esto habría significado que era adúltera, una acusación que se consideraba tan grave que no tiene sentido que en el XVII Concilio de Toledo de 694 se hiciera mención a la reina de una forma tan deshonrosa, con lo que tal afirmación debe ser considerada como una forma de vincular a su hijo Witiza con la familia Ervigio y así con el declive del reino.
Égica esperó la muerte del metropolitano de Toledo, Julián II, para continuar perjudicando a la familia de Ervigio, y en el III Concilio provincial de la Tarraconense celebrado en Zaragoza en noviembre de 691, la viuda de Ervigio fue recluida en un convento, lo que revocaba parcialmente lo acordado en el XIII Concilio, en el que se prohibía a la reina viuda el casarse en segundas nupcias pero le garantizaba no ser obligada a ingresar en la vida monástica. De este modo el monarca reinante se aseguraba la estabilidad del poder al impedir el engrandecimiento de otra facción nobiliaria en caso de que la reina viuda pudiera casarse de nuevo.
Las medidas contra la familia de Ervigio le pudo acarrear el enfrentamiento con un sector poderoso de la nobleza y el clero. Fue en este contexto cuando Égica tuvo que enfrentarse a una conspiración para reemplazarle en el trono y asesinarle. Se ha conservado una moneda a nombre de Suniefredo que muestra que los conspiradores tuvieron el control de Toledo durante un tiempo. En mayo de 693 el rey convocó el XVI Concilio de Toledo para sancionar las medidas contra el metropolitano de Toledo, Sisberto —que habría ungido rey a Suniefredo en Toledo—, puesto que su destitución debía ser sancionada por un procedimiento canónico. Por las actas de los firmantes al Concilio se pone de manifiesto la renovación del personal palatino a raíz de la conspiración. Entre los conspiradores aparecieron parientes del rey Ervigio como la reina Liuvigoto, pero parece que esto fue una artimaña de Égica para liquidar a la familia de Ervigio; aunque por otro lado E. A. Thompson indica todo lo contrario, que la conspiración iba encaminada también contra la reina Liuvigoto.

## Legislación
Debido a la coyuntura inestable, el rey intervino políticamente para ubicar a leales en los obispados de Toledo, Sevilla y Braga, lo que fue aprobado en el XVI Concilio. Debido a la conjuración, el rey enfocó el refuerzo de su autoridad con la represión a la nobleza hostil, el favorecer a sus aliados y el refuerzo del carácter teocrático del monarca. En este sentido pidió la confirmación de medidas a adoptar contra cualquiera que conspirase contra el rey: a los futuros conspiradores se les prohibiría el desempeño de cargo palatino, lo que se aplicaba también a su descendencia, se convertiría en esclavo del Fisco y sus bienes serían confiscados y a disposición del rey, y los obispos anatematizaron quien conspirare contra el rey. Además el rey dictó una ley para reforzar su poder real por la que se prohibía cualquier juramento que no fuera al rey o a los tribunales de justicia, con lo que se trataba de impedir que los vínculos entre los nobles estuvieran al mismo nivel que con el rey. Añadido a estas medidas, Égica obtuvo la protección de su descendencia —pero no se hizo mención a la reina Cixilo— lo que muestra que el reino aún no estaba pacificado.
Ante la situación de debilidad regia, solicitó la revisión del Derecho vigente excepción de las leyes de Recesvinto y Wamba, por lo que fueron suprimidas algunas leyes de Ervigio y reintroducidas otras leyes suprimidas por Ervigio, pero no fue una revisión sistemática como la que había hecho Ervigio.
Por último se endureció la política antijudaica, prohibiendo a los judíos el comercio exterior y con cristianos. y los que se convirtieren serían eximidos de sus impuestos y esa cantidad tendría que ser asumida por los judíos que no se convirtieran. En el XVII Concilio de Toledo del año 694, el rey no denunció una conspiración judía de los judíos españoles con los del norte de África para destruir el reino cristiano visigodo. Por ello los obispos decretaron la disgregación de las aljamas judías, la esclavitud de todos los judíos y la prohibición de ejercer su religión, y la obligación de entregar sus hijos a la edad de siete años para ser educados con cristianos. Estas medidas no se aplicaron en la Narbonense dada su precaria situación demográfica, aunque debían entregar no obstante sus propiedades. Sin embargo, estas medidas no tuvieron eficacia porque las aljamas seguían existiendo cuando los musulmanes invadieron la península ibérica en el año 711. Dado que estas medidas habían sido inspiradas por una supuesta conspiración judía, pues a cambio de haber salvado a la Iglesia de la conspiración judía el rey recibió de los obispos la declaración de anatema contra aquellos que, una vez muerto el rey, hicieran ofensa a sus hijos o a la reina Cixilo, medida que se había manifestado ineficaz, como había sido el caso de Égica con la familia de Ervigio.

## Matrimonio y descendencia
Égica casó con Cixilo, hija del rey Ervigio como una parte del compromiso para compatibilizar los intereses de la familia de Ervigio y la de Égica. Pero tal compromiso solo tendría validez si existía descendencia del matrimonio. Witiza fue hijo de Égica, y el hecho que fuera ungido a finales del año 700 pudo ser debido a que debía tener más de catorce años de edad, y entonces puede ser factible que Witiza fuera hijo del matrimonio de Égica con Cixilo.
Sin embargo, a tenor de la descripción literal establecida en el canon 7 del XVII Concilio, por el que se protegía a la descendencia de Égica, parece deducirse que la reina Cixilo aún no tenía hijos en el año 694, por lo que Witiza no era hijo de Cixilo sino de un matrimonio anterior. El hecho que aparezca un conde Égica firmando como asistente al XIII Concilio en 683, generalmente aceptado que fuera el posterior rey, muestra que podría tener entonces al menos treinta años y por tanto, al acceder al trono en la década de 680, tener hijos de un matrimonio anterior al de Cixilo. Pero también esta postura ha sido puesta en duda puesto que en XVI Concilio —donde no se menciona a la reina— se puso bajo protección a los hijos del rey con sus cónyuges una vez muerto el rey, y a pesar de que esos hijos casados no podrían por edad ser hijos de Égica con Cixilo, no existe constancia de tal matrimonio anterior ni que tuviera hijos ya casados en el momento del Concilio XVI, por lo que entonces hay historiadores que deducen que los cánones conciliares que protegían a la familia de Égica eran genéricos. Aun así, hay estudiosos que han deducido que la ausencia de mención de Cixilo en el XVI Concilio es porque aún no tenía hijos, el equilibrio entre las familias de Ervigio y Égica no se habría alcanzado aún, por lo que los hijos de Égica mencionados procederían de un matrimonio anterior, para los que Égica buscaba protección incluso frente a los hijos de Ervigio. Siguiendo esta hipótesis, la vuelta a planteamiento de la protección de la descendencia de Égica al año siguiente en el XVII Concilio no sería del mismo tipo, pues en este caso se refiere a la reina Cixilo y a la futura descendencia con ella, una protección necesaria frente a sus hermanastros habidos del hipotético primer matrimonio de Égica. Por tanto, si Witiza no hubiera sido hijo de Cixilo, las medidas tomadas por Égica siguen una lógica: en el III Concilio de Zaragoza (691) hizo que la reina viuda ingresara en un monasterio para que una vez fallecido Égica su viuda Cixilo ingresara en su momento para evitar que usara su poder e influencia contra los hijos habidos en el primer matrimonio, y en el XVI Concilio (693) Égica puso bajo protección a los hijos del primer matrimonio, pero en el XVII Concilio (694) hizo proteger a los hijos habidos con Cixilo —ante la situación futura que se quedaría viuda y tendría que ingresar en un monasterio— de sus hermanastros una vez muerto el rey.
La Crónica de 754 indica que Égica tuvo un hijo llamado Oppas, que había huido de Toledo cuando se produjo la invasión árabe, lo que se puede deducirse que podría haber sido un rival a Rodrigo. Pero por otro lado, aparece el nombre de Oppas como obispo de Tuy y Sevilla que se ha supuesto como un obispo de la familia real al que se ubicaba según los intereses del rey, sin embargo, esos traslados de diócesis iban contra el derecho canónico y solo se conocen los aplicados a la rebelión de Suniefredo en el XVI Concilio.

## Corregencia de Égica y Witiza

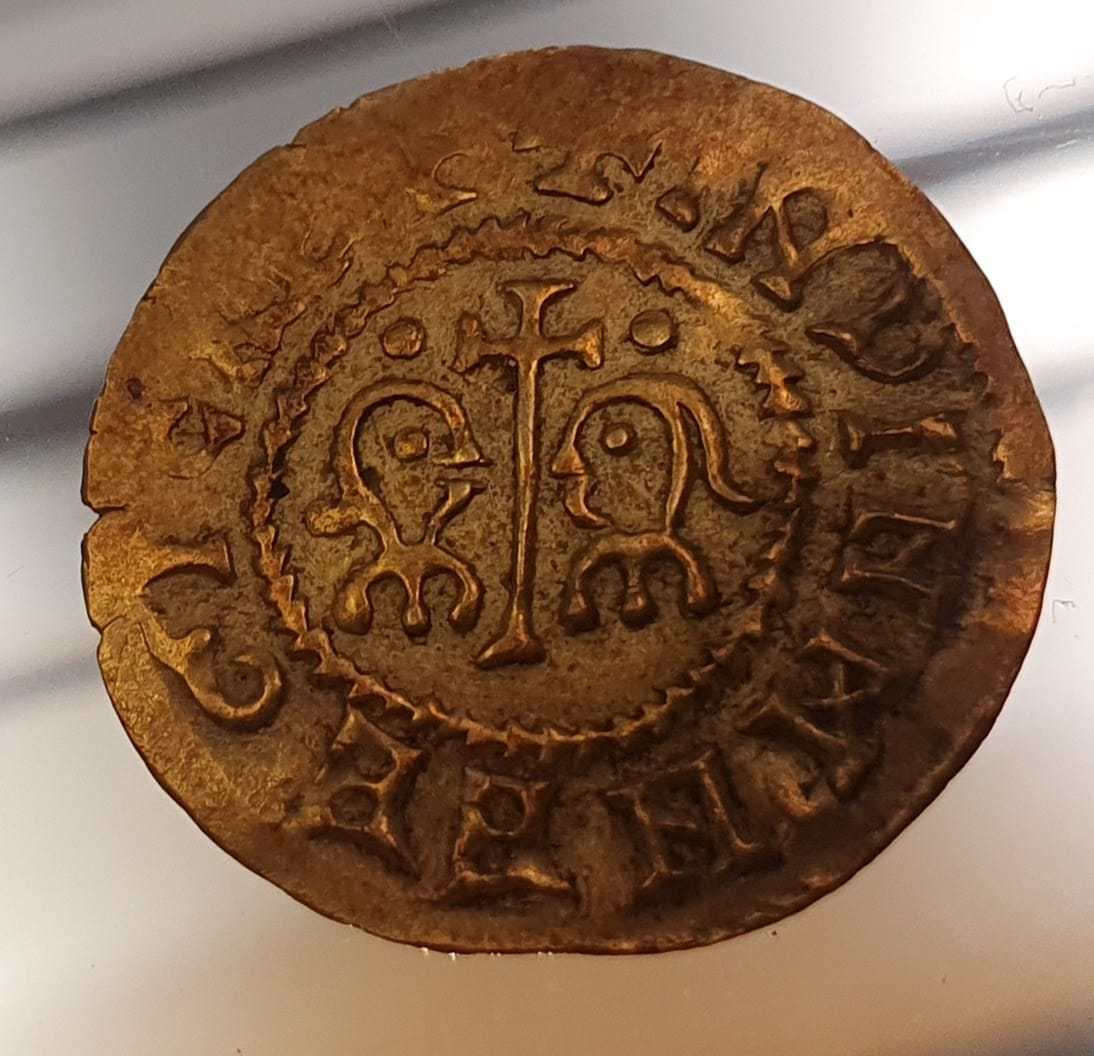
Trémeris de Égica y Witiza acuñado en Córdoba en el año 700 durante su correinado (Museo Arqueológico de Palencia).

La Crónica de 754, más cercana a los hechos, establece que Witiza fue asociado al trono en el año 698, sin embargo, existe un documento contemporáneo por el que se indica que Witiza fue asociado al trono a finales de 693 o en 694, lo que viene corroborado por el número total de moneda acuñada en relación con otros reinados del siglo VII. De este modo, esto vendría a ser consecuencia de la rebelión de Suniefredo para asegurar y monopolizar el trono para su familia frente a otros candidatos.
En este sentido la misma asociación de Witiza puede verse como demostración de que no era hijo de Cixilo, pues si Witiza hubiera sido hijo de Cixilo no habría oposición entre las dos familias a la sucesión, y la unción de Witiza se presentaba como la forma de garantizar el apoyo del clero ante una eventual oposición a dicha sucesión. La afirmación de la Crónica de Alfonso III de vincular a Witiza como hijo de Cixilo, y así nieto de Ervigio, podría verse en este sentido como una forma de establecer una familia real malvada que habría llevado la ruina de España ante la invasión árabe. Sin embargo, existe la postura contraria, que Witiza fue hijo de Cixilo y que ante las complicadas circunstancias de la sublevación de Suniefredo, la asociación le habría sido impuesta, lo que vendría ilustrado en los tipos monetarios de bustos enfrentados, que ilustran una forma de compromiso entre facciones en oposición.
La versión ovetense de la Crónica de Alfonso III indica que Égica dejó a cargo de Witiza el gobierno del antiguo reino suevo estableciendo su residencia real en Tuy. La Chronica regum Visigothorum establece que Witiza fue ungido el 15 de noviembre del año 700, de lo que parece derivarse que fue en ese año cuando alcanzó la edad para no estar sometido a una tutela, esto es, en torno a los catorce años de edad, aunque por otra parte hay autores como Julia Montenegro y Arcadio del Castillo que establecen que Witiza tendría los catorce años al inicio de la corregencia hacia 694, de esta forma la unción habría generado un verdadero cogobierno.
La corregencia fue un periodo turbulento, así pues, la Crónica de 754 indica que el reino visigodo sufrió una epidemia de peste, por la que los reyes tuvieron que abandonar Toledo hacia 701. Y alrededor del año 700 hubo campañas de los aquitanos sobre la Narbonense que posiblemente capturaron Carcasona. El Cronicon Pacense establece que en los reinados de Égica y Witiza hubo confrontaciones bélicas entre visigodos y bizantinos, que estuvieron enmarcadas en la debilidad de los emperadores Leoncio y Tiberio III en la defensa de África. En este reinado conjunto se conoce que una flota bizantina atacó las costas del sur de Hispania y fue rechazada por un noble llamado Teodomiro, que se puede deducir que es el mismo que pactó en 713 con los musulmanes en el pacto de Teodomiro. La fecha de este evento es dudosa: Roger Collins indica que pudo haber sucedido durante la expedición mandada por el emperador Leoncio entre 697-698 para recuperar Cartago de los árabes, o quizás al finalizar el reinado de Witiza. Tal y como establece E. A. Thompson no se conoce el contexto de este suceso, aunque puede estar ligado con acciones de vigilancia en los enclaves bizantinos de Tánger y Ceuta, como establece Collins, o incluso, como establece Fernando López Sánchez, que Cartagena seguía en manos bizantinas y que la posición de Teodomiro antes de la invasión árabe estaba enfocada a cercar una Cartagena todavía bizantina.
No se tiene constancia de la muerte de Égica, la última mención figura en una ley promulgada a finales de 702, pero quizás podía haberse producido en 703. Su hijo Witiza quedó como rey único.
| Predecesor: Ervigio | Rey de los Visigodos 687 - 702/703 (Junto a Witiza desde 700) | Sucesor: Witiza |